# Liste des chansons enregistrées par Ace of Base

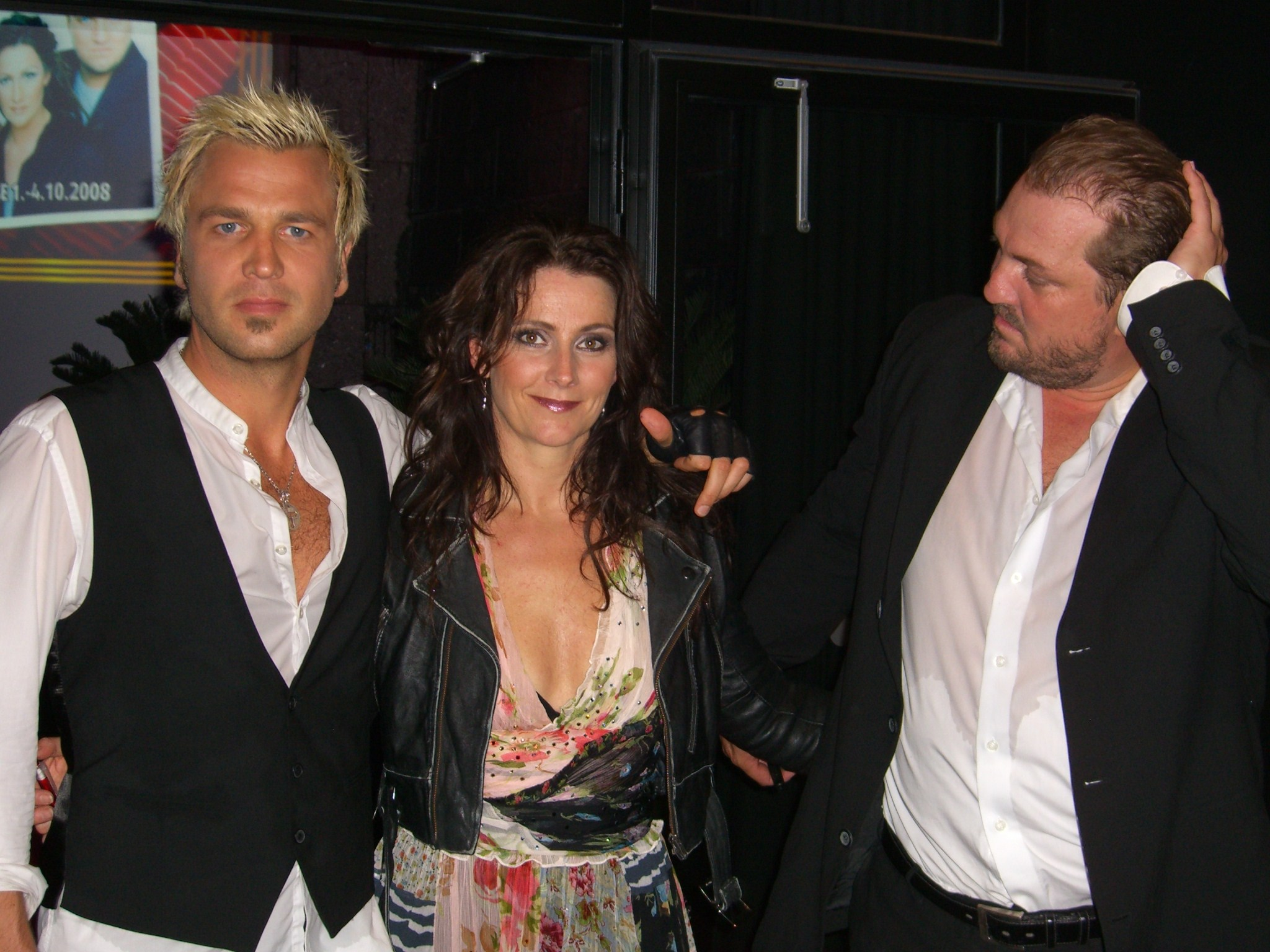
Photo du groupe Ace of Base durant un concert en 2008

La liste des chansons suivante a été enregistrée par le groupe suédois Ace of Base.
- Haut – A
- B
- C
- D
- E
- F
- G
- H
- I
- J
- K
- L
- M
- N
- O
- P
- Q
- R
- S
- T
- U
- V
- W
- X
- Y
- Z
- 0-9

| Chanson                       | Artiste(s)  | Écriture                                                                                            | Album(s)             | Date | Réf.   |
| ----------------------------- | ----------- | --------------------------------------------------------------------------------------------------- | -------------------- | ---- | ------ |
| Adventures in Paradise        | Ace of Base | Jonas « Joker » Berggren                                                                            | Cruel Summer Flowers | 1998 |        |
| All for You                   | Ace of Base | | The Golden Ratio     | 2010 |        |
| All That She Wants            | Ace of Base | Jonas « Joker » Berggren Ulf « Buddha » Ekberg                                                      | Happy Nation         | 1993 | ,      |
| Always Have, Always Will      | Ace of Base | Jonas « Joker » Berggren                                                                            | Cruel Summer Flowers | 1998 |        |
| Angel Eyes                    | Ace of Base | Jonas « Joker » Berggren Billy Steinberg                                                            | The Bridge           | 1995 |        |
| Beautiful Life                | Ace of Base | John Ballard Jonas « Joker » Berggren                                                               | The Bridge           | 1995 | ,      |
| Beautiful Morning             | Ace of Base | Jenny Berggren Jonas « Joker » Berggren Linn Berggren                                               | Da Capo              | 2002 |        |
| Black Sea                     | Ace of Base | | The Golden Ratio]    | 2010 |        |
| Blah, Blah, Blah on the Radio | Ace of Base | | The Golden Ratio     | 2010 |        |
| Blooming 18                   | Ace of Base | Jonas « Joker » Berggren Billy Steinberg                                                            | The Bridge           | 1995 |        |
| Captain Nemo                  | Ace of Base | Jonas « Joker » Berggren                                                                            | Flowers              | 1998 |        |
| Cecilia                       | Ace of Base | Jonas « Joker » Berggren                                                                            | Cruel Summer Flowers | 1998 |        |
| Change with the Light         | Ace of Base | Jenny Berggren Jonas « Joker » Berggren Linn Berggren Ulf « Buddha » Ekberg                         | Da Capo              | 2002 |        |
| Cruel Summer                  | Ace of Base | Sarah Dallin Siobhan Fahey Steve Jolley Tony Swain Keren Woodward                                   | Cruel Summer Flowers | 1998 | ,      |
| Da Capo                       | Ace of Base | Jonas « Joker » Berggren                                                                            | Da Capo              | 2002 |        |
| Dancer in a Daydream          | Ace of Base | | Happy Nation         | 1993 |        |
| Donnie                        | Ace of Base | Jonas « Joker » Berggren                                                                            | Cruel Summer Flowers | 1998 |        |
| Don't Go Away                 | Ace of Base | John Ballard Ulf « Buddha » Ekberg                                                                  | Cruel Summer Flowers | 1998 |        |
| Don't Turn Around             | Ace of Base | Albert Hammond Diane Warren                                                                         | Happy Nation         | 1993 | ,      |
| Doreen                        | Ace of Base | | The Golden Ratio     | 2010 |        |
| Dr. Sun                       | Ace of Base | Jonas « Joker » Berggren                                                                            | Flowers              | 1998 |        |
| Edge of Heaven                | Ace of Base | Ulf « Buddha » Ekberg                                                                               | The Bridge           | 1995 |        |
| Everytime It Rains            | Ace of Base | Rick Nowels Billy Steinberg Maria Vidal                                                             | Cruel Summer         | 1998 |        |
| Experience Pearls             | Ace of Base | | The Bridge           | 1995 |        |
| Happy Nation                  | Ace of Base | | Happy Nation         | 1993 |        |
| He Decides                    | Ace of Base | Jenny Berggren                                                                                      | Cruel Summer Flowers | 1998 |        |
| Hear Me Calling               | Ace of Base | Jonas Berggren Ulf Ekberg Jenny Berggren Linn Berggren                                              | Happy Nation         | 1993 |        |
| Hey Darling                   | Ace of Base | Jonas « Joker » Berggren                                                                            | Da Capo              | 2002 |        |
| I Pray                        | Ace of Base | John Ballard Ulf « Buddha » Ekberg                                                                  | Flowers              | 1998 |        |
| Juliet                        | Ace of Base | | The Golden Ratio     | 2010 |        |
| Just 'N' Image                | Ace of Base | Linn                                                                                                | The Bridge           | 1995 |        |
| Life Is a Flower              | Ace of Base | Jonas « Joker » Berggren                                                                            | Flowers              | 1998 |        |
| Living in Danger              | Ace of Base | Jonas « Joker » Berggren Ulf "Buddha" Ekberg                                                        | Happy Nation         | 1993 | ,      |
| Lucky Love                    | Ace of Base | Jonas « Joker » Berggren Billy Steinberg                                                            | The Bridge           | 1995 | ,      |
| Mr. Replay                    | Ace of Base | | The Golden Ratio     | 2010 |        |
| My Déjà Vu                    | Ace of Base | Jonas « Joker » Berggren                                                                            | The Bridge           | 1995 |        |
| My Mind                       | Ace of Base | | Happy Nation         | 1993 |        |
| Never Gonna Say I'm Sorry     | Ace of Base | Jonas « Joker » Berggren                                                                            | The Bridge           | 1995 |        |
| One Day                       | Ace of Base | | The Golden Ratio     | 2010 |        |
| Ordinary Day                  | Ace of Base | Jonas « Joker » Berggren                                                                            | Da Capo              | 2002 |        |
| Perfect World                 | Ace of Base | Ulf « Buddha » Ekberg                                                                               | The Bridge           | 1995 |        |
| Precious                      | Ace of Base | | The Golden Ratio     | 2010 |        |
| Que Sera                      | Ace of Base | John Ballard Ulf « Buddha » Ekberg Stonestream                                                      | The Bridge           | 1995 |        |
| Ravine                        | Ace of Base | | The Bridge           | 1995 |        |
| Remember the Words            | Ace of Base | Jonas « Joker » Berggren Anoo Bhagavan Jonas Von Der Burg Harry "Slick" Sommerdahl                  | Da Capo              | 2002 |        |
| Show Me Love                  | Ace of Base | Jonas « Joker » Berggren                                                                            | Da Capo              | 2002 |        |
| Southern California           | Ace of Base | | The Golden Ratio     | 2010 |        |
| Strange Ways                  | Ace of Base | Linn                                                                                                | The Bridge           | 1995 |        |
| The Golden Ratio              | Ace of Base | | The Golden Ratio     | 2010 |        |
| The Juvenile                  | Ace of Base | Jonas « Joker » Berggren                                                                            | Da Capo              | 2002 |        |
| The Sign                      | Ace of Base | Jonas « Joker » Berggren                                                                            | Happy Nation         | 1993 | ,      |
| Tokyo Girl                    | Ace of Base | Jonas « Joker » Berggren Ralph McCarthy Billy Steinberg                                             | Cruel Summer Flowers | 1998 |        |
| Told My Ma                    | Ace of Base | | The Golden Ratio     | 2010 |        |
| Travel to Romantis            | Ace of Base | Jonas « Joker » Berggren                                                                            | Cruel Summer Flowers | 1998 |        |
| Unspeakable                   | Ace of Base | Adam Anders Jonas « Joker » Berggren                                                                | Da Capo              | 2002 |        |
| Vision in Blue                | Ace of Base | | The Golden Ratio     | 2010 |        |
| Voulez-Vous Danser            | Ace of Base | | Happy Nation         | 1993 |        |
| Waiting for Magic             | Ace of Base | | Happy Nation         | 1993 |        |
| Wave Wet Sand                 | Ace of Base | | The Bridge           | 1995 |        |
| What's the Name of the Game   | Ace of Base | Jenny Berggren Jonas « Joker » Berggren Linn Berggren Jonas Von Der Burg Harry « Slick » Sommerdahl | Da Capo              | 2002 |        |
| Wheel of Fortune              | Ace of Base | | Happy Nation         | 1993 |        |
| Whenever You're Near Me       | Ace of Base | Jonas « Joker » Berggren                                                                            | Cruel Summer Flowers | 1998 | [ 31 ] |
| Whispers in Blindness         | Ace of Base | Linn                                                                                                | The Bridge           | 1995 |        |
| Who Am I?                     | Ace of Base | | The Golden Ratio     | 2010 |        |
| Wonderful Life                | Ace of Base | Black                                                                                               | Da Capo              | 2002 |        |
| World Down Under              | Ace of Base | Jonas « Joker » Berggren Jonas Von Der Burg Harry « Slick » Sommerdahl                              | Da Capo              | 2002 |        |
| Young and Proud               | Ace of Base | | Happy Nation         | 1993 |        |

## Ace Thursdays
Le 3 mars 2011, le groupe commence le partage de démos et différents mixes, ou remixes, de titres connus, ou inédits, sur leur page Facebook, gratuitement.
- A Million Ways (28 février 2013)
- All Temptations (10 novembre 2011)
- At The Borderline (27 octobre 2011)
- Barfly (7 juillet 2011)
- Beautiful Life (Instrumental Choir Version) (24 mars 2011)
- Beautiful Morning (Original Production) (17 mars 2011)
- Blah Blah Blah (Remix) (11 octobre 2012)
- Bodyhouse (Edited Version) (27 septembre 2012)
- Cecilia (Ole Evenrude Playback) (17 novembre 2011)
- Change with the Light (Original Instrumental) (10 novembre 2011)
- Change with the Light (Original Production) (10 mars 2011)
- Close to You (Remix) (29 novembre 2012)
- Come to Me (24 mars 2011)
- Come to Me (Early Instrumental) (3 mars 2011)
- Cuba Cuba Libre (24 mars 2011)
- Cuba Cuba Libre (d'Cats Reggae Version) (17 novembre 2011)
- Cuba Cuba Libre (Second Version) (27 septembre 2012)
- Cruel Summer (Original Version) (7 juillet 2011)
- Cruel Summer (TOTP Version) (14 avril 2011)
- Da Capo (Original Version) (17 mars 2011)
- Dancer In A Daydream (Instrumental) (27 octobre 2011)
- Don't Turn Around (TOTP Instrumental) (7 avril 2011)
- Dr. Sun (Instrumental) (17 novembre 2011)
- End of This World (31 mars 2011)
- Funk Funk (28 février 2013)
- Girl in the Line (3 mars 2011)
- Giving It Up (10 mars 2011)
- Giving It Up (Alternate Version) (7 avril 2011)
- Go Go Go, Dr. Beat (10 mars 2011)
- Go Go Go, Dr. Beat (Second version) (14 avril 2011)
- Hallo Hallo (Demo Version) (31 mars 2011)
- Hey Sorry (d'Cats Version) (14 avril 2011)
- Hipnotize (14 avril 2011)
- For a Thousand Days (10 mars 2011)
- Juliet (Unreleased Version) (28 février 2013)
- Killer On The Rampage (31 mars 2011)
- Kyrie Eleisson (27 octobre 2011)
- L'Amour (Original Version) (17 mars 2011)
- Learn How to Fly (d'Cats Version) (11 octobre 2012)
- Look Around Me (28 février 2013)
- Love in December (Alternate Version) (3 mars 2011)
- Love in December (Original Version) (3 novembre 2011)
- Love in the Barrio (d'Cats version) (14 avril 2011)
- Love in the Barrio  (14 avril 2011)
- Love in the Ghetto (7 juillet 2011)
- Memories Forever (7 juillet 2011)
- Memories Forever (Alternate Version) (3 novembre, 2011)
- Moment of Magic (7 avril 2011)
- Moment of Magic (Slow Version) (3 mars 2011)
- My Déjà Vu (Instrumental) (10 mars 2011)
- Never Gonna Say I'm Sorry (I'm Like a Clown Extended Bit) (7 avril 2011)
- Never Gonna Say I'm Sorry (First Day Instrumental) (14 avril 2011)
- No Good Lover (Demo Version) (17 mars 2011)
- One Day (Remix) (11 octobre 2012)
- Opposites Attract (7 juillet 2011)
- Pole Position (10 novembre 2011)
- Reality (In Black and White) (10 novembre 2011)
- Scared Boys (3 novembre 2011)
- Sharpshooter (Remix) (29 novembre 2012)
- She Was Thinking of You (31 mars 2011)
- Shoot Me (With a Camera) (10 novembre 2011)
- Show Me Love (First Ace Version) (14 avril 2011)
- Sunset in Southern California (29 décembre 2011)
- The Challenge (24 mars 2011)
- The Duel (March 10, 2011)
- The Golden Eye (Meja Version) (7 avril 2011)
- The Wizard (3 novembre 2011)
- Tho Tho Thoa (d'Cats Version) (28 février 2013)
- Unspeakable (Choir Version) (14 avril 2011)
- Vida Hermosa (7 avril 2011)
- Vision in Blue (Demo Version) (27 septembre 2012)
- Walk Like a Man (31 mars 2011)
- What's The Name of The Game (Cowboy Version) (14 avril 2011)
- Wheel of Fortune (1991 Original Version) (29 novembre 2012)
- World Down Under (Fast Version) (17 mars 2011)
- Would You Believe (24 mars 2011)
- Would You Believe (d'Cats Version) (3 mars 2011)
- Would You Believe (Summer Version) (24 mars 2011)

## Chansons live
- All You Need Is Love (Night of The Proms, 2005)
- Nazad, Nazad Mome Kalino (Lovech, Bulgarie, 2008)
- Sång (20e anniversaire de la princesse Victoria, 1997)
- Vårvindar Friska (Festival Viña del Mar, 1996)